# Keisuke Tsuboi
Keisuke Tsuboi (坪井 慶介 Tsuboi Keisuke?,  nacido el 16 de septiembre de 1979 en Tama, Tokio) es un exfutbolista japonés. Jugaba de defensa y su último club fue el Renofa Yamaguchi de Japón.

## Selección nacional
Ha sido internacional con la Selección de fútbol de Japón; donde hasta ahora, ha jugado 40 partidos internacionales por dicho seleccionado. Incluso participó con su selección en la Copa del Mundo FIFA Alemania 2006.

### Participaciones en fases finales
| Torneo                         | Sede                                   | Resultado     | Partidos | Goles |
| ------------------------------ | -------------------------------------- | ------------- | -------- | ----- |
| Copa Confederaciones 2003      | Francia                                | Primera fase  | 3        | 0     |
| Copa Confederaciones 2005      | Alemania                               | Primera fase  | 0        | 0     |
| Copa Mundial de Fútbol de 2006 | Alemania                               | Primera fase  | 2        | 0     |
| Copa Asiática 2007             | Indonesia/ Malasia/ Tailandia/ Vietnam | Cuarto puesto | 0        | 0     |

## Trayectoria

### Clubes
| Club               | País  | Año         |
| ------------------ | ----- | ----------- |
| Urawa Red Diamonds | Japón | 2002 - 2014 |
| Shonan Bellmare    | Japón | 2015 - 2017 |
| Renofa Yamaguchi   | Japón | 2018 - 2019 |

### Selección nacional
| Selección | País  | Año         |
| --------- | ----- | ----------- |
| Absoluta  | Japón | 2002 - 2007 |